# Centre d'Estudis de la Natura del Barcelonès Nord
El Centre d'Estudis de la Natura del Barcelonès Nord és una entitat formativa de caràcter naturalista a Santa Coloma de Gramenet. Va ser fundada el 1985 per Joan Vicente Castells, arran de l'anunci del tancament del Museu Municipal Puig Castellar. Treballa en la recerca i la difusió de les ciències naturals a Santa Coloma.
Des del 2011 col·labora amb el Centre d’Educació Ambiental Ecometròpoli al qual assegura l'oferta educativa. Cada any, des del 1985 publica el Butlletí del Centre d'Estudis de la Natura del Barcelonès Nord. També realitza intercanvis amb entitats i museus de la península i Europa. L'any 2020, aprofitant que la revisió del patrimoni museístic de Joan Vicente està molt avançada, col·laboradors de l'entitat realitzen un recopilatori de totes les mostres recollides al llarg de setanta anys per oferir la informació a científics, naturalistes o aficionats. Coincidint amb el centenari del seu naixement l'any 2021, el CENBN en col·laboració amb el Museu Torre Balldovina organitzen una exposició denominada «Joan Vicente Castells, l'home de la cartera», i diversos actes i conferències sobre paleontologia a càrrec de membres de l'Institut Català de Paleontologia Miquel Crusafont.